# 宝来町 (豊田市)
宝来町（ほうらいちょう）は、愛知県豊田市の町名。現行行政地名は宝来町4丁目のみ。住居表示は行われていない。

## 歴史
かつては宝来町1丁目〜宝来町4丁目が存在したが、豊田市東部地区区画整理事業により、1丁目〜3丁目の全域と4丁目の一部が美里になったため、4丁目のみが現存する。

### 沿革
- 1959年（昭和34年） - 豊田市森の一部により、同市宝来町が成立[1]。
- 1978年（昭和53年） - 豊田勤労者体育センターが設置される[1]。
- 1975年（昭和50年）11月1日 - 一部が美里となる[1]。

## 世帯数と人口

### 人口の変遷
国勢調査による人口および世帯数の推移。
| 1995年（平成7年）  | 315世帯 1100人 |  |
| 2000年（平成12年） | 329世帯 1093人 |  |
| 2005年（平成17年） | 343世帯 1037人 |  |
| 2010年（平成22年） | 344世帯 1022人 |  |
| 2015年（平成27年） | 342世帯 996人  |  |
| 2020年（令和2年）  | 350世帯 932人  |  |

## 学区
市立小・中学校に通う場合、学区は以下の通りとなる。
| 丁目・字    | 番地                                | 小学校               | 中学校             |
| ----------- | ----------------------------------- | -------------------- | ------------------ |
| 宝来町4丁目 | （下記を除く）                      | 豊田市立東山小学校   | 豊田市立美里中学校 |
| 宝来町4丁目 | 755-179、755-181、755-200〜217・230 | 豊田市立古瀬間小学校 | 豊田市立益富中学校 |

## 交通
- 外環状線

## 施設
- 東山体育センター
- 暁学園豊田東丘幼稚園
- 宝来団地ちびっこ広場
- 宝来南公園

### WEB
1. ↑  “愛知県豊田市の町丁・字一覧”.   人口統計ラボ. 2024年2月26日閲覧。
2. 1 2  総務省統計局 (2022年2月10日). “令和2年国勢調査の調査結果(e-Stat) - 男女別人口，外国人人口及び世帯数－町丁・字等” (CSV). 2023年8月2日閲覧。
3. ↑  “読み仮名データの促音・拗音を小書きで表記するもの(zip形式) 愛知県” (zip).   日本郵便 (2024年2月29日). 2024年3月26日閲覧。
4. ↑  “市外局番の一覧” (PDF).   総務省 (2022年3月1日). 2022年3月22日閲覧。
5. ↑  “ナンバープレートについて”.   一般社団法人愛知県自動車会議所. 2024年1月21日閲覧。
6. ↑  豊田市では全体で住居表示は行われていない。“その他（住民票に関すること）よくある質問”.   豊田市. 2025年5月28日閲覧。
7. ↑  “東部地区　旧新地番対照表”.   豊田市. 2025年7月4日閲覧。
8. ↑  総務省統計局 (2014年3月28日). “平成7年国勢調査の調査結果(e-Stat) - 男女別人口及び世帯数 －町丁・字等” (CSV). 2021年7月20日閲覧。
9. ↑  総務省統計局 (2014年5月30日). “平成12年国勢調査の調査結果(e-Stat) - 男女別人口及び世帯数 －町丁・字等” (CSV). 2021年7月20日閲覧。
10. ↑  総務省統計局 (2014年6月27日). “平成17年国勢調査の調査結果(e-Stat) - 男女別人口及び世帯数 －町丁・字等” (CSV). 2021年7月21日閲覧。
11. ↑  総務省統計局 (2012年1月20日). “平成22年国勢調査の調査結果(e-Stat) - 男女別人口及び世帯数 －町丁・字等” (CSV). 2021年7月21日閲覧。
12. ↑  総務省統計局 (2017年1月27日). “平成27年国勢調査の調査結果(e-Stat) - 男女別人口及び世帯数 －町丁・字等” (CSV). 2021年7月21日閲覧。
13. ↑  “町名別小中学校区”.   豊田市. 2025年7月4日閲覧。

### 書籍
1. 1 2 3  「角川日本地名大辞典」編纂委員会 1989, p. 1205.